# Каптиков, Анри Юрьевич
Анри́ Ю́рьевич Ка́птиков (род. 23 апреля 1947) — кандидат искусствоведения, профессор Уральской архитектурно-художественной академии и Уральского государственного университета.

## Биография
В 1969 году окончил факультет теории и истории искусств Института живописи, скульптуры и архитектуры им. И. Е. Репина (Ленинград), в 1976 — аспирантуру НИИ истории искусств (Москва).
С 1970 года преподаёт в Уральской архитектурно-художественной академии, с 1996 года — профессор кафедры истории искусств и реставрации.
Одновременно с 1972 года преподаёт в Уральском государственном университете на кафедре истории искусств (1972—2005), с 2005 — профессор кафедры музееведения и прикладной культурологии.
Читает курсы:
- Описание и анализ художественных памятников,
- Русское искусство XVIII века в контексте художественной культуры,
- Русское искусство первой половины XIX века в контексте художественной культуры,
- Русское искусство второй половины XIX века в контексте художественной культуры[2].

## Научная деятельность
В 1976 году защитил кандидатскую диссертацию.
Основные направления исследований:
- архитектура Урала
- архитектура российской провинции[2].

## Избранные труды
- Каптиков А. Ю. Региональное многообразие архитектуры русского барокко: Учебное пособие / Московский архитектурный ин-т. — М., 1986. — 116 с.
- Каптиков А. Ю. Народные мастера-каменщики в русской архитектуре XVIII века. — М., 1988.
- Каптиков А. Ю. Региональные школы каменного зодчества северо¬востока Европейской России и Урала 18 в.: связи и особенности // Из истории художественной культуры Урала.-Свердловск, 1988. — С. 10-25.
- Каптиков А. Ю. Каменное зодчество русского Севера, Вятки, Урала XVIII в. Проблема региональных школ. — Свердловск, 1990. — 184 с.
- Каптиков А. Ю. Походяшинские церкви Урала // Архитектурное наследство. — 1995. — № 38.
- Каптиков А. Ю. Архитектурные формы храмов 1680—1720 годов // Энциклопедия земли Вятской / Под ред. В. А. Ситникова и др. — Киров: Областная писательская организация, 1996. — Т. 5: Архитектура. — С. 97—101.
- Каптиков А. Ю. Ученики Д. В. Ухтомского и Вятское зодчество 1760—1780-х годов // Матвей Федорович Казаков и архитектура классицизма. — М., 1996.
- Каптиков А. Ю. Архитектура Урала (XVII — перв. пол. XIX в.). — Екатеринбург: Банк культурной информации, 1997.